# Leonardo Pisculichi
Leonardo Nicolás Pisculichi (izvirno Leonardo Nicolás Piškulić), argentinski nogometaš hrvaškega rodu, * 18. januar 1984, Rafael Castillo, Buenos Aires, Argentina.
Trenutno je član argentinskega kluba River Plate, pred tem je igral za Argentinos Juniors, RCD Mallorce in Al-Arabi.